# جلال‌آباد (شاه‌جهان‌پور)
جلال‌آباد (به انگلیسی: Jalalabad) یک منطقهٔ مسکونی در هند است که در بخش شاه‌جهان‌پور واقع شده‌است. جلال‌آباد ۳۱٬۱۱۲ نفر جمعیت دارد و ۱۳۳ متر بالاتر از سطح دریا واقع شده‌است.